# Хайнрих VIII (Бриг)
Хайнрих VIII фон Бриг (на немски: Heinrich VIII. von Brieg und Liegnitz „mit der Schramme“; * 1344; † 11 юли 1399) е херцог на Любен (в Лигниц) (1381 – 1399) и Бриг/Бжег (1398 – 1399) в Полша. Той е от рода на Силезийските Пясти.

## Живот
Син е на херцог Лудвиг I фон Лигниц († 1398) и Агнес фон Глогау († 1362), дъщеря на херцог Хайнрих IV фон Глогау († 1342) и Мехтилд фон Бранденбург († 1325/1329). Внук е на херцог Болеслав III от Силезия-Бриг-Лигниц (1291 – 1352) и Маргарета от Бохемия (1296 – 1322), дъщеря на полския крал Вацлав II. Той има три сестри и един брат.
Хайнрих VIII расте в Прага в двора на император Карл IVВ. Той служи на владетелите на Люксембург, накрая като канцлер на крал Вацлав IV. През 1381 г. Хайнрих VIII получава от баща си херцогството Любен, където става неговата резиденция. След смъртта на баща му през 1398 г. той става херцог на Бриг, но умира след една година.

## Фамилия
Първи брак: 1368/1369 г. с Хелена фон Орламюнде († 19 юни 1369), дъщеря на граф Ото VIII (VII) фон Ваймар-Орламюнде († 1335) и Хелена фон Нюрнберг-Цолерн († 1378). Тя умира същата година. Те имат един син:
- Хайнрих IX фон Любен (* 1369; † между 9 януари 1419 и 10 юли 1420), херцог на Лигниц и от 1399 до 1419/1420 г. херцог на Хайнау/Хойнув, Любен и Олау/Олава, женен пр. 29 септември 1396 г. за Анна фон Тешен/Тешин († сл. 8 юли 1403)

Втори брак: юли 1379 г. с Маргарета фон Мазовия (* 1358; † 14 май 1388/4 април 1396), вдовица на херцог Казимир IV от Померания († 1377), дъщеря на херцог Зимовит III фон Мазовия († 1381) и Еуфемия фон Тропау (1319 – 1352). Те имат две деца:
- Лудвиг II (* 1384; † 30 май 1436), херцог на Бриг с Кройцбург и Конщат, женен I. пр. 14 август 1409 г. за Хедвиг фон Заполя († ок. 1414), II. на 9 април 1418 г. в Констанц за Елизабет фон Бранденбург (* 1403; † 31 октомври 1449 в Лигниц), дъщеря на курфюрст Фридрих I
- Маргарета фон Бриг (* 1380/1384; † сл. 2 октомври 1408), сгодена, но не се омъжва за император Сигизмунд Люксембургски